# Thalassophis anomalus
Thalassophis anomalus е вид змия от семейство Аспидови (Elapidae).

## Разпространение и местообитание
Видът е разпространен във Виетнам, Индонезия, Камбоджа, Малайзия, Сингапур и Тайланд.
Обитава крайбрежията на океани, морета, заливи и рифове.